# 理石珍珠贝
理石珍珠贝（学名：Pteria marmorata），是莺蛤目莺蛤科莺蛤属的一种。主要分布于中国大陆，常栖息在外海潮下带至水深数十米，以足丝附着于岩石、珊瑚礁或贝壳上。
其种加词“marmorata”意为“大理石纹的”。